# Кудро (Марнеульский муниципалитет)
Кудро (груз. ყუდრო) — село в Грузии, на территории Марнеульского муниципалитета края (мхаре) Квемо-Картли.

## География
Село находится в юго-восточной части Грузии, в пределах северных предгорий Сомхетского хребта, на расстоянии приблизительно 18 километров (по прямой) к юго-западу от города Марнеули, административного центра муниципалитета. Абсолютная высота — 932 метра над уровнем моря.

## Население
По результатам официальной переписи населения 2014 года в Кудро проживало 26 человек (16 мужчин и 10 женщин). В национальной структуре населения армяне составляли 100 %.
| Год  | Население, человек |
| ---- | ------------------ |
| 2002 | 43                 |
| 2014 | ↘ 26               |